# Spinhenge@home
 (juillet 2018).
Spinhenge@home est un projet de calcul distribué pour la plateforme BOINC.
Il est né dans le département électrotechnique et informatique de la Fachhochschule (université des sciences appliquées) de Bielefeld. La phase de test du projet a démarré le 11 septembre 2006. Le projet applique une routine Monte Carlo pour effectuer des calculs statistiques et modéliser la dynamique des spins à l'échelle nanométrique d'aimants moléculaires.

## Introduction
Depuis plus de vingt ans, les méthodes classiques de simulation de la dynamique du spin se sont avérées un outil efficace pour étudier les propriétés magnétiques des configurations de spin microscopiques et mésoscopiques, en fonction de la température. Grâce à ces techniques, il est possible de calculer très rapidement une grande variété de propriétés thermodynamiques importantes et accessibles à l'expérimentation pour toutes sortes de structures magnétiques, dans le cadre de la physique classique. En effet, tant qu'il n'est pas possible de traiter le problème en ayant recours exclusivement à la mécanique quantique, ces calculs représentent la meilleure façon de mieux comprendre la physique qui sous-tend les grandes structures.

## Objectifs du projet
La nanotechnologie est décrite aujourd'hui comme l'une des technologies clef du XXIe siècle. Des innovations importantes en sont attendues, notamment en électronique. La nanotechnologie se propose de manipuler la matière à l'échelle atomique. Si ce projet est encore utopique, il existe déjà des procédés qui permettent de créer et de placer des molécules magnétiques. Au moyen de ces molécules magnétiques, les chercheurs développent actuellement de nouvelles applications nano-magnétiques, telles que des modules de mémoire non volatiles (ou des interrupteurs magnétiques microscopiques).
Des améliorations sont également attendues dans le domaine des biotechnologies et de la médecine, et notamment une amélioration du traitement des tumeurs localisées par la chimiothérapie. Dans le cadre de ce projet, auquel collaborent les instituts universitaires d'Osnabrück et de Bielefeld ainsi que le laboratoire Ames, dans l'Iowa, sont effectuées de nombreuses simulations numériques concernant les caractéristiques physiques des molécules magnétiques. La découverte de nouvelles structures très prometteuses peut faciliter la synthèse par les chimistes de molécules aux caractéristiques prévisibles.